# Czerwiec 2011

## 27 czerwca
- W wieku 67 lat zmarł Maciej Zembaty – polski poeta, muzyk, satyryk, reżyser radiowy, tłumacz utworów Leonarda Cohena. (gazeta.pl)

- Międzynarodowy Trybunał Sprawiedliwości wydał nakazy aresztowania libijskiego przywódcy Mu’ammara al-Kaddafiego, jego syna Sajfa al-Islama oraz szefa wywiadu Abd Allaha as-Sanusiego. (onet.pl)

## 26 czerwca
- W Niemczech rozpoczęły się Mistrzostwa Świata w Piłce Nożnej Kobiet. (pressbite.pl)

## 25 czerwca
- Zmarł Jan Kułakowski, poseł do Parlamentu Europejskiego. (gazeta.pl)

## 23 czerwca
- W wieku 83 lat zmarł Peter Falk – amerykański aktor, najbardziej znany z roli porucznika Columbo. (rp.pl)

## 21 czerwca
- Zmarła Maria Gomes Valentim – Brazylijka znana z długowieczności. ()

## 20 czerwca
- W katastrofie lotniczej w Pietrozawodsku w Rosji zginęły 44 osoby. (TVN24)

## 18 czerwca
- Zmarł Frederick Chiluba, były prezydent Zambii. (BBC News)
- W katastrofie lotniczej w czasie V Pikniku Lotniczego w Płocku zginął pilot Marek Szufa. (pl.wikiniews.org)

## 12 czerwca
- Film Essential Killing w reżyserii Jerzego Skolimowskiego zdobył nagrody za najlepszy obraz i reżyserię podczas gali zamknięcia 36. Festiwalu Polskich Filmów Fabularnych. (Stopklatka.pl)

## 6 czerwca
- Polski architekt Stefan Kuryłowicz zginął w wypadku lotniczym w Hiszpanii. (Gazeta.pl)

## 5 czerwca
- Ollanta Humala zwyciężył w drugiej turze wyborów prezydenckich w Peru. (BBC News)

## 4 czerwca
- W wieku 83 lat zmarł Jack Kevorkian, amerykański lekarz, patolog, znany był z asystowania w eutanazji ponad 130 osób (tvn24.pl).

## 1 czerwca
- Zakończyła się ostatnia misji wahadłowca Endeavour, jej celem było dostarczenie spektrometru AMS-02 na Międzynarodową Stację Kosmiczną.